# Trisetaria scabriuscula
Trisetaria scabriuscula är en gräsart som först beskrevs av Mariano Lagasca y Segura, och fick sitt nu gällande namn av Elena Paunero. Trisetaria scabriuscula ingår i släktet Trisetaria och familjen gräs. Inga underarter finns listade i Catalogue of Life.